# 28 Years Later: The Bone Temple
28 Years Later: The Bone Temple, är en brittisk skräck- och zombiefilm som har en planerad premiär den 6 januari 2026. Filmen är regisserad av Nia DaCosta efter ett manus skrivet av Alex Garland. Filmen är den fjärde filmen i serien och en fortsättningen på 28 Years Later. Filmen är den andra i en planerad trilogi.

## Rollista (i urval)
- Aaron Taylor-Johnson – Jamie
- Jack O'Connell – Sir Jimmy Crystal
- Emma Laird